# Piłka siatkowa na Światowych Wojskowych Igrzyskach Sportowych 1995 – turniej halowy mężczyzn
Piłka siatkowa mężczyzn na Światowych Wojskowych Igrzyskach Sportowych 1995 – zawody w siatkówce zorganizowane dla sportowców-żołnierzy przez Międzynarodową Radę Sportu Wojskowego (CISM), które odbywały się we włoskim Rzymie w dniach 7–14 września 1995 roku.

## Harmonogram
| Wrzesień 1995  | 7 Cz | 8 Pt | 9 Sb | 10 Nd | 11 Pn | 12 Wt | 13 Śr | 14 Cz | 15 Pt |
| -------------- | ---- | ---- | ---- | ----- | ----- | ----- | ----- | ----- | ----- |
| Piłka siatkowa |      |      |      |       |       |       |       | 1     |       |

Legenda
|  | Eliminacje |  | Finały (ilość) |

## Uczestnicy
W turnieju brało udział 12 drużyn męskich.

- Belgia
- Bułgaria
- Chiny
- Holandia
- Francja
- Kamerun
- Kanada
- Korea Południowa
- Polska
- Rosja
- Stany Zjednoczone
- Włochy

## Mecze eliminacyjne
7 września 1995;
 Bułgaria –  Kamerun: 3–0
 Korea Południowa –  Kanada: 3–0
 Chiny –  Stany Zjednoczone: 3–0
 Rosja –  Polska: 3–0
8 września 1995;
 Włochy –  Kamerun: 3–0
 Francja –  Kanada: 3–0
 Belgia –  Stany Zjednoczone: 3–1
 Polska –  Holandia: 3–0
9 września 1995;
 Korea Południowa –  Bułgaria: 3–0
 Rosja –  Belgia: 3–0
 Włochy –  Francja: 3–0
 Kamerun –  Kanada: 3–1
 Holandia –  Stany Zjednoczone: 3–1
11 września 1995;
 Włochy –  Polska: 3–0
 Rosja –  Bułgaria: 3–0
 Chiny –  Francja: 3–0
 Korea Południowa –  Belgia: 3–0
 Kamerun –  Holandia: 3–0
 Stany Zjednoczone –  Kanada: 3–0
12 września 1995;
 Polska –  Belgia: 3–0

## Faza półfinałowa

### Mecz o złoty medal
|  |           |                  |           |           |           |                  |   |                            |                            |                            |                            |                            |
|  | Półfinały | Półfinały        | Półfinały | Półfinały | Półfinały |                  |   | Finał (Mecz o złoty medal) | Finał (Mecz o złoty medal) | Finał (Mecz o złoty medal) | Finał (Mecz o złoty medal) | Finał (Mecz o złoty medal) |
|  | Półfinały | Półfinały        | Półfinały | Półfinały | Półfinały |                  |   | Finał (Mecz o złoty medal) | Finał (Mecz o złoty medal) | Finał (Mecz o złoty medal) | Finał (Mecz o złoty medal) | Finał (Mecz o złoty medal) |
|  |           |                  |           |           |           |                  |   |                            |                            |                            |                            |                            |
|  |           |                  |           |           |           |                  |   |                            |                            |                            |                            |                            |
|  |           | Korea Południowa | 3         |           |           |                  |   |                            |                            |                            |                            |                            |
|  |           | Korea Południowa | 3         |           |           |                  |   |                            |                            |                            |                            |                            |
|  |           | Włochy           | 1         |           |           |                  |   |                            |                            |                            |                            |                            |
|  |           | Włochy           | 1         |           |           | Korea Południowa | 3 |                            |                            |                            |                            |                            |
|  |           |                  |           |           |           | Korea Południowa | 3 |                            |                            |                            |                            |                            |
|  |           |                  |           | Rosja     | 2         |                  |   |                            |                            |                            |                            |                            |
|  |           | Rosja            | 3         | Rosja     | 2         |                  |   |                            |                            |                            |                            |                            |
|  |           | Rosja            | 3         |           |           |                  |   |                            |                            |                            |                            |                            |
|  |           | Chiny            | 0         |           |           |                  |   |                            |                            |                            |                            |                            |
|  |           | Chiny            | 0         |           |           |                  |   |                            |                            |                            |                            |                            |
|  |           |                  |           |           |           |                  |   |                            |                            |                            |                            |                            |

### Mecz o brązowy medal
14 września 1995  Włochy –  Chiny: 3–0

### Mecz o 5–6 miejsce
13 września 1995  Polska –  Bułgaria: 3–2

### Mecz o 7–8 miejsce
13 września 1995  Francja –  Belgia: 3–1

## Klasyfikacja końcowa
* Organizator zawodów został zaznaczony tym kolorem, Polskę oznaczono tekstem pogrubionym.
| Miejsce | Reprezentacja     |
| ------- | ----------------- |
| złoto   | Korea Południowa  |
| srebro  | Rosja             |
| brąz    | Włochy *          |
| 4.      | Chiny             |
| 5.      | Polska            |
| 6.      | Bułgaria          |
| 7.      | Francja           |
| 8.      | Belgia            |
| 9.      | Holandia          |
| 9.      | Kanada            |
| 9.      | Kamerun           |
| 9.      | Stany Zjednoczone |

Źródło: